# Villa Emo

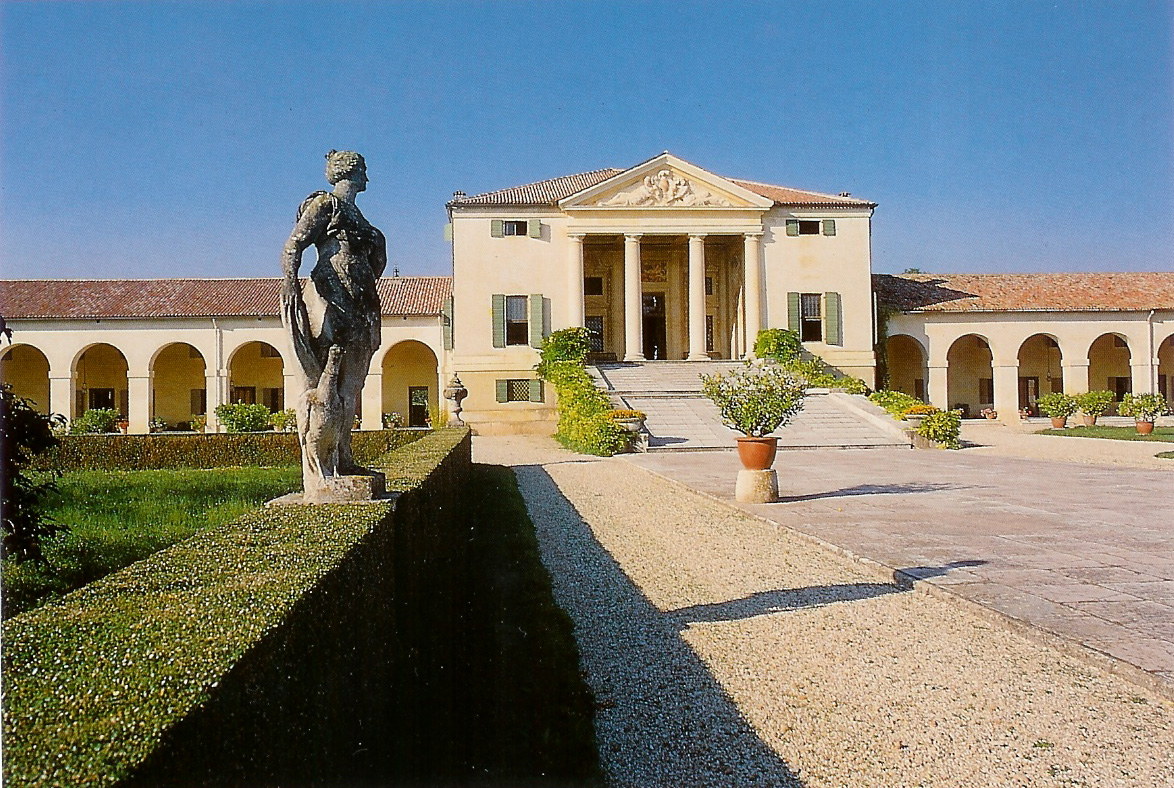
Villa Emo

Die Villa Emo liegt in Fanzolo di Vedelago, Provinz Treviso, Italien.
Die Villa wurde von Leonardo Emo 1564 an Andrea Palladio in Auftrag gegeben. Das Gebäude verbindet in seiner Funktionalität die wirtschaftliche Notwendigkeit des landwirtschaftlichen Betriebes der Familie Emo mit den Annehmlichkeiten eines Landsitzes eines wohlhabenden Besitzers.
Eine breite Rampe führt zum Hauptgebäude mit einem Portikus aus vier tuskischen Säulen, die durch ihre Schlichtheit den landwirtschaftlichen Bezug unterstreichen. Seitlich schließen rechts und links flache Wirtschaftstrakte an, mit einfachen Pfeilerarkaden. Am Ende befinden sich zwei Taubenhäuser.
Die Innenräume des piano nobile sind von Gianbattista Zelotti mit Fresken ausgemalt worden. Der Garten, im Stile eines giardino italiano mit geschnittenen Buchseinfassungen um die Beete in geometrischen Formen, ist mit zahlreichen Statuen geschmückt.
Die Villa ist Eigentum einer regionalen Bank und wird als Schulungszentrum genutzt. Die Repräsentationsräume können zu den Öffnungszeiten besichtigt werden. Im Jahre 2002 diente das Gebäude als einer der Drehorte für den Film Ripley’s Game nach dem gleichnamigen Roman von Patricia Highsmith.